# Hipoxia
Hipoxia ist eine 2009 gegründete Sludge- und Death-Doom-Band.

## Geschichte
Die Mitglieder der 2009 in Madrid gegründeten Gruppe Hipoxia agieren überwiegend unter Initialen. Die Anarchismus propagierende Gruppe debütierte im Jahr 2012, nach dem live eingespielten Demo Doomrehearsal mit einem selbstbetitelten Album. Dies über Le Crépuscule du Soir Productions, Féretro Records und Strange Records erschienene Album sei „gut gemacht, aber auch nichts weltbewegendes“ urteilte Frederic Cerfvol für Doom-Metal.com über das Debüt. Um Erfolg zu erlangen, müsse die Band sich entwickeln. Im folgenden Jahr erschien eine Split-EP mit der finnischen Sludge-Band Gangrened über Discos Macarras und Féretro Records. Frank Lopez von Doom-Metal.com attestierte Hipoxia das größere Potential und gestand der Gruppe zu, weitere Veröffentlichung probezuhören, schloss jedoch damit, dass die Veröffentlichung vornehmlich zwei Gruppen ohne besondere Alleinstellungsmerkmale in einem übersättigten Genre präsentiere. Anders hingegen „Eud Sabbath“ für The Gates of Doom, der die Veröffentlichung als „sehr gut“ und Hipoxia als Qualitätsgarant lobte. Die Veröffentlichung könne als Auftakt für etwas noch Kommendes Hoffnung machen. Im Jahr 2016 erschien, nach diversen Auftritten mit Si Devs Esset Occidendvs Erit - Monvmentvm ab Khaos I über American Line Productions und Manifectation Productions das zweite Album der Gruppe. Ein „fettes und überraschend tiefgründiges Album, das nach jedem Hören hypnotisiert und ängstlich“ zurücklasse wäre Hipoxia damit gelungen resümierte „W.“ für Toilet ov Hell.

„Hipoxia are creepy in the way that only the upper echelons of funeral and death-doom bands can be, easily taking a place alongside the likes of Khanate, Thergothon, and Catacombs while remaining catchy in a way that even more hard-rocking, less-atmosphere oriented bands like even the excellent Vainaja fail to be.“

„Hipoxia sind auf ihre Art so schaurig, wie es sonst nur den vorderen Ränge des Funeral- und Death-Doom gelingt, damit nehmen sie leicht einen Platz neben Khanate, Thergothon und Catacombs ein, während sie gleichzeitig in einer Weise eingängig bleiben, wie es auch weniger atmosphärisch orientierte Bands, wie die exzellenten Vainaja, nicht sein können.“

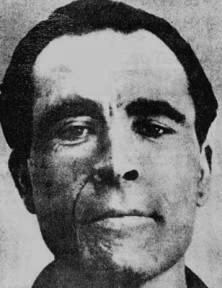
No tememos un mundo en ruinas wurde dem 1963 erschossenen Ramón Vila Capdevila gewidmet

Mit Rvinae Ira, Creans Rvina Eo Tempore Est - Monvmentvm ab Khaos II folgte 2018 das dritte Album der Gruppe. Rvinae Ira, Creans Rvina Eo Tempore Est - Monvmentvm ab Khaos II wurde über The Way of the Hermit beziehungsweise Darkwoods veröffentlicht und in Jahresretrospektiven durch Cvlt Nation und No Clean Singing zu den besten Doom-Metal-Alben 2018 gerechnet. Als „wirbelnder Strudel aus Kummer und Leid“ und „vergnügliche Reise in die Ödnis“ erweise sich Rvinae Ira, Creans Rvina Eo Tempore Est - Monvmentvm ab Khaos II schrieb Grant Skelton für No Clean Singing. Sean Reveron urteilte ähnlich für Cvlt Nation und beschrieb das Album als das Gefühl durch eine Kanalisation gezogen zu werden. Im Jahr 2020 erschien dann Nothing - MMXIX. Das über Bandcamp ohne Preisvorgabe veröffentlichte erste Live-Album der Band dokumentiert einen Auftritt der Gruppe aus dem Jahr 2019 in Madrid. Im Juni 2021 folgte No tememos un mundo en ruinas (spanisch Wir fürchten keine Welt in Trümmern), das erste Lied der Gruppe in spanischer Sprache. Das ursprünglich als Teil einer Split-Veröffentlichung gedachte Stück ist eine Hommage an Ramón Vila Capdevila, einen anarchistischen Kämpfer, der 1963 von der spanischen Guardia Civil getötet wurde. Mit einem Teil der Einnahmen aus dem Verkauf des digital vertriebenen Stücks unterstützt Hipoxia eine kolumbianische anarchosyndikalistische Organisation. Über Caín Records und Conjuro Records erschien dann 2021 eine weitere Split-EP. Die gemeinsam mit der spanischen Sludge-Band Ballard gestaltete EP wurde. Die gemeinsame Idee der EP war es die Dekadenz einer Gesellschaft, die zur Selbstzerstörung bestimmt scheint widerzuspiegeln. Das Ergebnis sei ein nachvollziehbares und gemeinsames Muster „wachsender Spannung und völliger Enttäuschung“. Dabei erweisen sich beide Bands als solche die exakt wüssten was sie wollten und täten urteilte Pablo Balbontín für das Subterraneo Webzine. Im Sommer 2024 veröffentlichte die Band die Raritätensammlung Fragmented Revelations auf dem spanischen Label Darkwoods.

## Stil
Die von Hipoxia gespielte Musik verbindet Einflüsse aus Doom Metal, Death Doom, Drone Doom, Noise, Black Metal, Crust Punk und Post-Punk „zu einer musikalisch-ästhetischen Vision“, mit der die Musiker eigenen Angaben folgend „katharsische Intensität suchen.“ Gemeinhin wird das Ergebnis dabei als Crossover aus Death Doom und Sludge wahrgenommen. Das meist vorherrschende behäbige Tempo gilt dem des Funeral Doom ähnlich. Ausbrüche in zügigere Phasen finden selten statt. Der gutturale Gesang variiert zwischen einem „heiseren Knurren“ und flehenden sowie klagenden Schreien. Das Gitarrenspiel erweise sich indes als dicker „Block dröhnenden Doom, bei dem der Schwerpunkt auf Lo-Fi-Wiedergabe, Fuzz und Reverb liegt.“

## Diskografie
- 2010: Doomrehearsal (Demo, Selbstverlag)
- 2012: Hipoxia (Album, Le Crépuscule du Soir Productions/Féretro Records/Strange Records)
- 2013: Hipoxia / Gangrened (Split-EP mit Gangrened, Discos Macarras/Féretro Records)
- 2016: Si Devs Esset Occidendvs Erit - Monvmentvm ab Khaos I (Album, American Line Productions/Manifectation Prods.)
- 2018: Rvinae Ira, Creans Rvina Eo Tempore Est - Monvmentvm ab Khaos II (Album, The Way of the Hermit/Darkwoods)
- 2020: Nothing - MMXIX (Live-Album, Selbstverlag)
- 2021: No tememos un mundo en ruinas (Single, Selbstverlag)
- 2021: Hipoxia / Ballard (Split-EP mit Ballard, Caín Records/Conjuro Records)
- 2024: Fragmented Revelations (Kompilation, Darkwoods)